# Ljubomir Petrov
Ljubomir Petrov (på bulgarsk: Любомир Петров) (født 4. oktober 1954) er en bulgarsk tidligere roer.
Petrov vandt, som del af den bulgarske dobbeltfirer, bronze ved OL 1980 i Moskva. Bådens øvrige besætning var Mintjo Nikolov, Ivo Rusev og Bogdan Dobrev. Bulgarerne fik bronze efter en finale, hvor Østtyskland vandt guld, mens Sovjetunionen tog bronzemedaljerne.
Petrov vandt desuden en VM-bronzemedalje i dobbeltfirer ved VM 1977 i Amsterdam.

## OL-medaljer
- 1980:  Bronze i dobbeltfirer